# 珀爾 (伊利諾伊州)
珀爾（英語：Pearl）是位於美國伊利諾伊州派克縣的一個村落。

## 地理
珀爾的座標為39°27′31″N 90°37′27″W / 39.45861°N 90.62417°W，而該地最高點為海拔高度139米（即456英尺）。

## 人口
根據2010年美國人口普查的數據，珀爾的面積為4.13平方千米，當中陸地面積為3.91平方千米，而水域面積為0.22平方千米。當地共有人口138人，而人口密度為每平方千米33人。